# Mathías Suárez
Mathías Sebastián Suárez Suárez (Montevideo, Uruguay; 24 de junio de 1996) es un futbolista uruguayo. Juega de lateral izquierdo o lateral derecho y su equipo actual es el Club Atlético Cerro de la Primera División de Uruguay. 
Es hermano del futbolista Damián Suárez, el cual se encuentra actualmente en el Club Atlético Peñarol, Uruguay.

## Trayectoria
Debutó en primera el 15 de diciembre de 2013, enfrentó a River Plate, a pesar de ser su primer partido jugó los 90 minutos y empataron 1 a 1.
El 6 de enero de 2014 fue ascendido oficialmente al primer equipo y comenzó la pretemporada con los profesionales.

## Características de juego
El "zorrito" es un jugador que se caracteriza por su entrega y firmeza a la hora de cumplir una buena función defensiva como Marcador de punta, y a su vez tiene capacidad para pasar rápidamente de defensa a ataque desbordando por los laterales cuando el equipo está bajo la posición del balón. Es decir, es un marcador de punta que colabora en la en defensa, pero con mucha proyección en el ataque.
Puede jugar de lateral izquierdo y de mediocampista defensivo, pero su posición más cómoda dentro del campo de juego es la de lateral derecho. 
El entonces director técnico del Defensor Sporting Club, Eduardo Mario Acevedo, solía colocar tres defensores y los dos laterales más adelantados para darles proyección al ataque y por momentos cumplir la función de un volante. Mathías Suárez no tuvo mayor dificultad al cumplir tal rol, se mostró conforme al cumplir esas funciones de ataque-defensa y se sintió a gusto con ese esquema de juego.

## Selección nacional

### Trayectoria
Suárez ha sido parte de la selección de Uruguay en las categorías juveniles sub-15, sub-17, sub-20,sub-22 y la Selección absoluta Uruguaya.
Participó de la Copa Mundial en Emiratos Árabes Unidos representando a Uruguay Sub-17.
En el 2014, fue parte del proceso de la selección Sub-20 de Uruguay conducida por Fabián Coito.
Debutó con la categoría de la Celeste el 20 de mayo ante Paraguay en el Parque Saroldi, jugó como titular y ganaron 1 a 0.
Viajó a Chile para jugar el Torneo Cuatro Naciones, contra las selecciones Sub-20 de México, Chile y Colombia en carácter amistoso. Terminaron en tercer lugar luego de ganar el primer encuentro pero perder los dos restantes.
El 3 de enero de 2015 fue seleccionado para defender a Uruguay en el Campeonato Sudamericano Sub-20. Disputó 8 partidos, finalizaron en tercer lugar y clasificaron al Mundial Sub-20.
El 14 de mayo fue seleccionado para defender a Uruguay en la Copa Mundial Sub-20 de Nueva Zelanda. En el segundo partido por la fase de grupos, el 3 de junio anotó el único gol de Uruguay en el partido contra México, pero perdieron 2 a 1. Jugó el último partido de la primera fase, contra Malí, empataron 1 a 1 y clasificaron a octavos de final. 
Jugaron contra Brasil ya en las fases eliminatorias, y luego de empatar 0 a 0 en el tiempo suplementario, fueron a penales pero perdieron 5 a 4.
El 21 de mayo de 2015 fue incluido en la lista preliminar de 30 jugadores para defender a la selección de Uruguay en los Juegos Panamericanos de Toronto.
Luego de mostrar un buen nivel en la Copa Mundial Sub-20, el 17 de junio fue confirmado en la lista de 18 jugadores para defender a la Celeste en los Panamericanos con sede en Canadá.
En noviembre de 2018 es llamado por Óscar Washington Tabárez para los partidos amistosos de la selección absoluta contra Francia y Brasil.

### Participaciones en juveniles
| Competición              | Sede          | Resultado        | Part. | Goles |
| ------------------------ | ------------- | ---------------- | ----- | ----- |
| Mundial Sub-17 2013      | EAU           | Cuartos de final | 5     | 0     |
| Sudamericano Sub-20 2015 | Uruguay       | Tercer puesto    | 8     | 0     |
| Mundial Sub-20 2015      | Nueva Zelanda | Octavos de final | 4     | 1     |
| Panamericanos 2015       | Canadá        | Medalla de oro   | 5     | 0     |

### Detalles de partidos
| Con Uruguay Sub-20 | Con Uruguay Sub-20 | Con Uruguay Sub-20   | Con Uruguay Sub-20       | Con Uruguay Sub-20                 | Con Uruguay Sub-20                      | Con Uruguay Sub-20 | Con Uruguay Sub-20 | Con Uruguay Sub-20                                           | Con Uruguay Sub-20 |
| N°                 | Rival              | Resultado            | Fecha                    | Lugar                              | Competencia                             | Goles              | Asistencias        | Ref.                                                         |                    |
| ------------------ | ------------------ | -------------------- | ------------------------ | ---------------------------------- | --------------------------------------- | ------------------ | ------------------ | ------------------------------------------------------------ | ------------------ |
| 1                  | Paraguay           | 1:0 (1:0)            | 20 de mayo de 2014       | Montevideo · Uruguay               | Amistoso                                | -                  | -                  | 1                                                            |                    |
| 2                  | Paraguay           | 0:1 (0:1)            | 22 de mayo de 2014       | Montevideo · Uruguay               | Amistoso                                | -                  | -                  | 2                                                            |                    |
| 3                  | Paraguay           | 1:1 (1:0)            | 10 de junio de 2014      | Asunción Paraguay                  | Amistoso                                | -                  | -                  | 3                                                            |                    |
| 4                  | Perú               | 1:1 (1:1)            | 7 de agosto de 2014      | Lima · Perú                        | Amistoso                                | -                  | -                  | 4                                                            |                    |
| 5                  | Perú               | 1:0 (0:0)            | 24 de septiembre de 2014 | Montevideo · Uruguay               | Amistoso                                | 58'                | -                  | 5                                                            |                    |
| 6                  | México             | 2:1 (2:0)            | 8 de octubre de 2014     | Santiago · Chile                   | Torneo Cuatro Naciones                  | -                  | -                  | 6                                                            |                    |
| 7                  | Chile              | 0:3 (2:0)            | 10 de octubre de 2014    | Santiago · Chile                   | Torneo Cuatro Naciones                  | -                  | -                  | 7                                                            |                    |
| 8                  | Colombia           | 0:2 (0:2)            | 13 de octubre de 2014    | Santiago · Chile                   | Torneo Cuatro Naciones                  | -                  | -                  | 8                                                            |                    |
| 9                  | Federación Gaúcha  | 1:2 (1:1)            | 13 de noviembre de 2014  | Montevideo · Uruguay               | Amistoso                                | -                  | -                  | 9                                                            |                    |
| 10                 | Paraguay           | 1:0 (0:0)            | 26 de noviembre de 2014  | Asunción Paraguay                  | Amistoso Cuadrangular internacional     | -                  | -                  | 10                                                           |                    |
| 11                 | Panamá             | 2:0 (2:0)            | 28 de noviembre de 2014  | Asunción Paraguay                  | Amistoso Cuadrangular internacional     | -                  | -                  | 11                                                           |                    |
| 12                 | Panamá             | 3:3 (0:2) (5:3 pen.) | 30 de noviembre de 2014  | Asunción Paraguay                  | Amistoso Cuadrangular internacional     | 74'                | -                  | 12                                                           |                    |
| 13                 | Colombia           | 1:0 (0:0)            | 15 de enero de 2015      | Maldonado · Uruguay                | Campeonato Sudamericano Fase de grupos  | -                  | -                  | 13                                                           |                    |
| 14                 | Brasil             | 2:0 (1:0)            | 17 de enero de 2015      | Maldonado · Uruguay                | Campeonato Sudamericano Fase de grupos  | -                  | -                  | 14                                                           |                    |
| 15                 | Chile              | 6:1 (3:0)            | 19 de enero de 2015      | Maldonado · Uruguay                | Campeonato Sudamericano Fase de grupos  | -                  | -                  | 15                                                           |                    |
| 16                 | Brasil             | 0:0 (0:0)            | 26 de enero de 2015      | Montevideo · Uruguay               | Campeonato Sudamericano Hexagonal final | -                  | -                  | 16                                                           |                    |
| 17                 | Perú               | 3:1 (1:0)            | 29 de enero de 2015      | Montevideo · Uruguay               | Campeonato Sudamericano Hexagonal final | -                  | -                  | 17                                                           |                    |
| 18                 | Paraguay           | 2:0 (2:0)            | 2 de febrero de 2015     | Montevideo · Uruguay               | Campeonato Sudamericano Hexagonal final | -                  | -                  | 18                                                           |                    |
| 19                 | Colombia           | 0:0 (0:0)            | 4 de febrero de 2015     | Montevideo · Uruguay               | Campeonato Sudamericano Hexagonal final | -                  | -                  | 19                                                           |                    |
| 20                 | Argentina          | 1:2 (1:1)            | 7 de febrero de 2015     | Montevideo · Uruguay               | Campeonato Sudamericano Hexagonal final | -                  | -                  | 20                                                           |                    |
| 21                 | Francia            | 1:1 (1:0)            | 26 de marzo de 2015      | Clairefontaine-en-Yvelines Francia | Amistoso                                | -                  | -                  | 21 Archivado el 23 de septiembre de 2015 en Wayback Machine. |                    |
| 22                 | Uzbekistán         | 0:1 (0:1)            | 29 de marzo de 2015      | Coímbra Portugal                   | Amistoso                                | -                  | -                  | 22 Archivado el 30 de marzo de 2016 en Wayback Machine.      |                    |
| 23                 | Portugal           | 0:3 (0:2)            | 31 de marzo de 2015      | Coímbra Portugal                   | Amistoso                                | -                  | -                  | 23 Archivado el 4 de marzo de 2016 en Wayback Machine.       |                    |
| 24                 | Honduras           | 5:0 (3:0)            | 13 de mayo de 2015       | Montevideo · Uruguay               | Amistoso                                | -                  | -                  | 24                                                           |                    |
| 25                 | Panamá             | 0:1 (0:0)            | 20 de mayo de 2015       | Hamilton Nueva Zelanda             | Amistoso                                | -                  | -                  | 25                                                           |                    |
| 26                 | Ucrania            | 2:1 (0:0)            | 24 de mayo de 2015       | Auckland Nueva Zelanda             | Amistoso                                | -                  | -                  | 26                                                           |                    |
| 27                 | Serbia             | 1:0 (0:0)            | 31 de mayo de 2015       | Dunedin Nueva Zelanda              | Copa Mundial Fase de grupos             | -                  | -                  | 27 Archivado el 31 de mayo de 2015 en Wayback Machine.       |                    |
| 28                 | México             | 1:2 (0:0)            | 3 de junio de 2015       | Dunedin Nueva Zelanda              | Copa Mundial Fase de grupos             | 83'                | -                  | 28 Archivado el 27 de octubre de 2018 en Wayback Machine.    |                    |
| 29                 | Malí               | 1:1 (1:1)            | 6 de junio de 2015       | Hamilton Nueva Zelanda             | Copa Mundial Fase de grupos             | -                  | -                  | 29                                                           |                    |
| 30                 | Brasil             | 0:0 (0:0) (4:5 pen.) | 11 de junio de 2015      | Nueva Plymouth Nueva Zelanda       | Copa Mundial Octavos de final           | -                  | -                  | 30 Archivado el 27 de octubre de 2018 en Wayback Machine.    |                    |

| Con Uruguay Sub-22 | Con Uruguay Sub-22 | Con Uruguay Sub-22 | Con Uruguay Sub-22  | Con Uruguay Sub-22 | Con Uruguay Sub-22                  | Con Uruguay Sub-22 | Con Uruguay Sub-22    | Con Uruguay Sub-22 | Con Uruguay Sub-22 |
| N°                 | Rival              | Resultado          | Fecha               | Lugar              | Competencia                         | Goles              | Asistencias           | Ref.               |                    |
| ------------------ | ------------------ | ------------------ | ------------------- | ------------------ | ----------------------------------- | ------------------ | --------------------- | ------------------ | ------------------ |
| 1                  | Trinidad y Tobago  | 4:0 (3:0)          | 13 de julio de 2015 | Hamilton · Canadá  | Juegos Panamericanos Fase de grupos | -                  | -                     | 1                  |                    |
| 2                  | México             | 0:1 (0:0)          | 17 de julio de 2015 | Hamilton · Canadá  | Juegos Panamericanos Fase de grupos | -                  | -                     | 2                  |                    |
| 3                  | Paraguay           | 1:0 (0:0)          | 21 de julio de 2015 | Hamilton · Canadá  | Juegos Panamericanos Fase de grupos | -                  | -                     | 3                  |                    |
| 4                  | Brasil             | 2:1 (0:0)          | 23 de julio de 2015 | Hamilton · Canadá  | Juegos Panamericanos Semifinales    | -                  | 85' a Andrés Schetino | 4                  |                    |
| 5                  | México             | 1:0 (1:0)          | 26 de julio de 2015 | Hamilton · Canadá  | Juegos Panamericanos Final          | -                  | -                     | 5                  |                    |

## Estadísticas

### Clubes
Actualizado al 20 de julio de 2022.
Último partido citado: Maldonado 1-1 Torque
| Club | Div.          | Temporada     | Liga  | Liga  | Liga   | Copas nacionales(1) | Copas nacionales(1) | Copas nacionales(1) | Torneos internacionales(2) | Torneos internacionales(2) | Torneos internacionales(2) | Total | Total | Total  |
| Club | Div.          | Temporada     | Part. | Goles | Asist. | Part.               | Goles               | Asist.              | Part.                      | Goles                      | Asist.                     | Part. | Goles | Asist. |
| --- | ------------- | ------------- | ----- | ----- | ------ | ------------------- | ------------------- | ------------------- | -------------------------- | -------------------------- | -------------------------- | ----- | ----- | ------ |
| Defensor S. C. · Uruguay | 1.ª           | 2013-14       | 2     | 0     | 0      | -                   | -                   | -                   | -                          | -                          | -                          | 2     | 0     | 0      |
| Defensor S. C. · Uruguay | 1.ª           | 2014-15       | 1     | 0     | 0      | -                   | -                   | -                   | 2                          | 0                          | 0                          | 3     | 0     | 0      |
| Defensor S. C. · Uruguay | 1.ª           | 2015-16       | 23    | 0     | 1      | -                   | -                   | -                   | -                          | -                          | -                          | 23    | 0     | 1      |
| Defensor S. C. · Uruguay | 1.ª           | 2016          | 11    | 0     | 0      | -                   | -                   | -                   | -                          | -                          | -                          | 11    | 0     | 0      |
| Defensor S. C. · Uruguay | 1.ª           | 2017          | 36    | 3     | 1      | -                   | -                   | -                   | 2                          | 0                          | 0                          | 38    | 3     | 1      |
| Defensor S. C. · Uruguay | 1.ª           | 2018          | 30    | 1     | 5      | -                   | -                   | -                   | 8                          | 0                          | 2                          | 38    | 1     | 7      |
| Defensor S. C. · Uruguay | Total club    | Total club    | 93    | 4     | 7      | 0                   | 0                   | 0                   | 12                         | 0                          | 2                          | 115   | 4     | 9      |
| Montpellier H. S. C. Francia | 1.ª           | 2018-19       | 10    | 0     | 0      | -                   | -                   | -                   | -                          | -                          | -                          | 10    | 0     | 0      |
| Montpellier H. S. C. Francia | 1.ª           | 2019-20       | 1     | 0     | 0      | 1                   | 0                   | 0                   | -                          | -                          | -                          | 2     | 0     | 0      |
| Montpellier H. S. C. Francia | Total club    | Total club    | 11    | 0     | 0      | 1                   | 0                   | 0                   | 0                          | 0                          | 0                          | 12    | 0     | 0      |
| C. Nacional F. · Uruguay | 1.ª           | 2020          | 10    | 0     | 0      | -                   | -                   | -                   | 3                          | 0                          | 0                          | 13    | 0     | 0      |
| C. Nacional F. · Uruguay | Total club    | Total club    | 10    | 0     | 0      | 0                   | 0                   | 0                   | 3                          | 0                          | 0                          | 13    | 0     | 0      |
| M. C. Torque · Uruguay | 1.ª           | 2022          | 17    | 0     | 2      | -                   | -                   | -                   | -                          | -                          | -                          | 17    | 0     | 2      |
| M. C. Torque · Uruguay | Total club    | Total club    | 17    | 0     | 2      | 0                   | 0                   | 0                   | 3                          | 0                          | 0                          | 17    | 0     | 2      |
| Total carrera | Total carrera | Total carrera | 131   | 4     | 9      | 1                   | 0                   | 0                   | 18                         | 0                          | 2                          | 150   | 4     | 11     |
| (1)Incluidos los datos del Torneo Intermedio (2017, 2018, 2020, 2022) (2)Incluidos los datos de la Copa Sudamericana (2015, 2017, 2018) y Copa Libertadores (2018, 2020) |               |               |       |       |        |                     |                     |                     |                            |                            |                            |       |       |        |

### Selecciones
Actualizado al 25 de marzo de 2019.
Último partido citado: Tailandia 0-4 Uruguay
| Sub-15 · Uruguay | 2010/11       | -  | - | - | - | 2  | 0 | 2  | 0 |
| Sub-15 · Uruguay | Total sel.    | -  | - | - | - | 2  | 0 | 2  | 0 |
| Sub-17 · Uruguay | 2013/14       | -  | - | 5 | 0 | 6  | 0 | 11 | 0 |
| Sub-17 · Uruguay | Total sel.    | -  | - | 5 | 0 | 6  | 0 | 11 | 0 |
| Sub-20 · Uruguay | 2013/14       | -  | - | - | - | 3  | 0 | 3  | 0 |
| Sub-20 · Uruguay | 2014/15       | 8  | 0 | 4 | 1 | 15 | 2 | 27 | 3 |
| Sub-20 · Uruguay | Total sel.    | 8  | 0 | 4 | 1 | 18 | 2 | 30 | 3 |
| Sub-22 · Uruguay | 2014/15       | 5  | 0 | - | - | 0  | 0 | 5  | 0 |
| Sub-22 · Uruguay | Total sel.    | 5  | 0 | - | - | 0  | 0 | 5  | 0 |
| Absoluta · Uruguay | 2014/15       | -  | - | - | - | 3  | 0 | 3  | 0 |
| Absoluta · Uruguay | Total sel.    | -  | - | - | - | 3  | 0 | 3  | 0 |
| Total carrera | Total carrera | 13 | 0 | 9 | 1 | 29 | 2 | 51 | 3 |
| (1)Incluidos los datos del Campeonato Sudamericano Sub-20 (2015) y los Juegos Panamericanos (2015) (2)Incluidos los datos de la Copa Mundial Sub-17 (2013) y Copa Mundial Sub-20 (2015) |               |    |   |   |   |    |   |    |   |

### Resumen estadístico
|                       | Part. | Goles | Prom. |
| --------------------- | ----- | ----- | ----- |
| Liga                  | 131   | 4     | 0,03  |
| Copas nacionales      | 1     | 0     | 0,00  |
| Copas internacionales | 18    | 0     | 0,00  |
| Selección Sub-15      | 2     | 0     | 0,00  |
| Selección Sub-17      | 11    | 0     | 0,00  |
| Selección Sub-20      | 30    | 3     | 0,10  |
| Selección Sub-22      | 5     | 0     | 0,00  |
| Selección absoluta    | 3     | 0     | 0,00  |
| Total                 | 201   | 7     | 0,03  |

## Palmarés

### Títulos nacionales
| Título          | Equipo   | País    | Año  |
| --------------- | -------- | ------- | ---- |
| Torneo Apertura | Defensor | Uruguay | 2017 |

### Títulos internacionales
| Título        | Equipo           | País   | Año  |
| ------------- | ---------------- | ------ | ---- |
| Panamericanos | Selección Sub-22 | Canadá | 2015 |

### Títulos amistosos
| Título                      | Equipo           | País      | Año  |
| --------------------------- | ---------------- | --------- | ---- |
| Cuandrangular internacional | Selección Sub-20 | Paraguay  | 2014 |
| Copa Diario La Verdad       | Defensor         | Argentina | 2016 |

### Otras distinciones
- Torneo Clausura Sub-17: 2013
- Campeonato Uruguayo Sub-17: 2013
- Torneo Apertura Sub-19: 2014
- Sudamericano: 2015